# آوردرایو
آوردرایو (انگلیسی: OverDrive, Inc.) شرکت فناوری اطلاعات آمریکایی است، که در سال ۱۹۸۶ تأسیس شد.